# Spilichneumon spilosomae
Spilichneumon spilosomae är en stekelart som först beskrevs av Alexander Mocsáry 1886.
Spilichneumon spilosomae ingår i släktet Spilichneumon och familjen brokparasitsteklar. Inga underarter finns listade i Catalogue of Life.